# Прыжки в воду на летних Олимпийских играх 1912
Соревнования по прыжкам в воду на летних Олимпийских играх 1912 года проводились среди мужчин и женщин; это была первая Олимпиада, на которой в прыжках в воду состязались женщины. Женщины соревновались только в прыжках с 10-метровой вышки, мужчины — в прыжках с 3-метрового трамплина, 10-метровой вышки и «простых прыжках с вышки» (прыжках с 5-метровой и 10-метровой вышек без акробатических элементов).

## Общий медальный зачёт
| Место | Страна         | Золото | Серебро | Бронза | Всего |
| ----- | -------------- | ------ | ------- | ------ | ----- |
| 1     | Швеция         | 3      | 2       | 2      | 7     |
| 2     | Германия       | 1      | 2       | 1      | 4     |
| 3     | Великобритания | 0      | 0       | 1      | 1     |
|       |                |        |         |        |       |
| Всего | Всего          | 4      | 4       | 4      | 12    |

## Медалисты

### Мужчины
| Дисциплина             | Золото                | Серебро                 | Бронза                 |
| ---------------------- | --------------------- | ----------------------- | ---------------------- |
| Трамплин 3 м           | Пауль Гюнтер Германия | Ханс Лубер Германия     | Курт Беренс Германия   |
| Вышка                  | Эрик Адлерз Швеция    | Альберт Цюрнер Германия | Густаф Бломгрен Швеция |
| Простые прыжки с вышки | Эрик Адлерз Швеция    | Яльмар Юханссон Швеция  | Юхан Янссон Швеция     |

### Женщины
| Дисциплина | Золото                | Серебро             | Бронза                       |
| ---------- | --------------------- | ------------------- | ---------------------------- |
| Вышка      | Грета Юханссон Швеция | Лиса Регнель Швеция | Изабелла Уайт Великобритания |